# Colonna sonora di Metal Gear Solid 2
Questa voce contiene le colonne sonore dei videogiochi Metal Gear Solid 2: Sons of Liberty e Metal Gear Solid 2: Substance.

## Sons of Liberty

### Metal Gear Solid 2: Sons of Liberty Original Soundtrack
Metal Gear Solid 2: Sons of Liberty Original Soundtrack è il primo album contenente la colonna sonora ufficiale del videogioco stealth Metal Gear Solid 2: Sons of Liberty. Il CD è stato pubblicato il 29 novembre 2001 dall'etichetta discografica della Konami.

#### Tracce
Se non diversamente indicato, i brani sono stati composti e arrangiati da Harry Gregson-Williams.
1. Metal Gear Solid Main Theme – 3:52 (musica: Tappi Iwase)
2. Opening Infiltration – 3:44 – Co-compositore: Norihiko Hibino
3. Russian Soldiers from Kasatka – 2:22
4. Olga Gurlukovich – 2:11
5. Metal Gear? – 1:46
6. Revolver Ocelot – 2:10
7. RAY Escapes – 2:53 – Co-compositore: Norihiko Hibino
8. Felix Farrar Orchestra – Can't Say Goodbye to Yesterday (versione per pianoforte) – 4:10 (Rika Muranaka) – Basso: Kenny Davis. Batteria: Eugena Jackson. Pianoforte: Onaje Allan Gumbs. Sassofono: Don Braden. Trombone: Robin Eubanks. Cantante: Carla White. Registrata da James Nicholas.
9. Big Shell – 2:09
10. Fortune – 3:10 – Composta, eseguita e mixata da Norihiko Hibino
11. Kill Me Now! – 1:04
12. Vamp – 1:32
13. The World Needs Only One Big Boss! – 1:49 – Co-compositore: Norihiko Hibino
14. It's the Harrier! – 1:03
15. Arsenal Is Going to Take Off! – 1:40 – Co-compositore: Norihiko Hibino
16. Who Am I Really? – 2:38 – Composta, eseguita e mixata da Norihiko Hibino
17. Can't Say Goodbye to Yesterday – 7:36 – Stessi artisti della traccia 8.

### Metal Gear Solid 2: Sons of Liberty Soundtrack 2: The Other Side
Metal Gear Solid 2: Sons of Liberty Soundtrack 2: The Other Side è il secondo album contenente la colonna sonora ufficiale del videogioco stealth Metal Gear Solid 2: Sons of Liberty. Il CD è stato pubblicato il 26 gennaio 2002 dall'etichetta discografica della Konami.

#### Tracce
Testi e musiche di Norihiko Hibino.
1. Tanker Incident – 9:27
2. The Elevator Up to Hell – 0:50
3. Vamp's Dance – 5:38
4. Infiltration – 1:59 – Sassofono: Norihiko Hibino
5. Battle – 2:28 – Sassofono: Norihiko Hibino. Batteria: Takashi Sugawara. Congas: Takero Ogata
6. Peter's Theme – 1:43 – Tromba: Masumi Yamauchi
7. Countdown to Disaster – 1:46
8. Lady Luck Revisited – 1:35 – Sassofono: Norihiko Hibino
9. Yell "Dead Cell" – 2:00 – Sassofono: Norihiko Hibino
10. Metal Gear's Already Active! – 3:05
11. Arms Depot – 2:00 – Sassofono: Norihiko Hibino. Batteria: Masahiro Tajika. Congas: Takashi Nakazato
12. Memories of Hal – 2:34 – Pianoforte: Aya Nakata
13. Twilight Sniping – 2:30 – Sassofono: Norihiko Hibino
14. Will the Virus Still Work? – 2:51
15. Comradeship – 2:56
16. Reminiscence – 2:21 – Pianoforte: Aya Nakata
17. Arsenal's Guts – 2:52 – Cantante: Sanae Shintani. Batteria: Takashi Sugawara. Congas: Takero Ogata
18. Prelude to the Denouement – 3:12 – Cantante: Sanae Shintani. Sassofono: Norihiko Hibino
19. Father and Son – 2:27
20. Freedom to Decide – 3:20

## Substance

### Metal Gear Solid 2: Substance Original Soundtrack Ultimate Sorter Edition
Metal Gear Solid 2: Substance Original Soundtrack Ultimate Sorter Edition è il primo dei due album inclusi nell'edizione speciale del videogioco stealth Metal Gear Solid 2: Substance uscito il 19 dicembre 2002.

#### Tracce
Testi e musiche di Harry Gregson-Williams e Norihiko Hibino.
1. Can't Say Goodbye to Yesterday (mix completo) – 7:40 (Rika Muranaka)
2. Opening Infiltration A (mix originale di Gregson-Williams) – 3:04
3. Opening Infiltration B (mix originale di Gregson-Williams) – 1:15
4. Revolver Ocelot (mix originale di Gregson-Williams) – 2:03
5. Arsenal Is Going to Take Off! A (mix originale di Gregson-Williams) – 2:12
6. Arsenal Is Going to Take Off! B (mix originale di Gregson-Williams) – 0:52
7. The World Needs Only One Big Boss! (mix originale di Gregson-Williams) – 0:49
8. Yell "Dead Cell" (VR remix) – 2:25
9. VR "Remixed" Weapon Mission – 5:29
10. VR "Remixed" Sneaking Mission – 2:40
11. VR "Remixed" Variety Mission – 2:30
12. Tanker Incident (remix alternativo) – 3:13
13. Electronica Emma – 4:01
14. Next Generation (parte 1) – 1:31
15. Next Generation (parte 2) – 2:09
16. Metal Gear Solid main theme (document remix) – 2:15
17. Can't Say Goodbye to Yesterday (remix per piano) – 6:17
18. Metal Gear Solid main theme – 3:50

### Metal Gear Solid 2: Substance Limited Soundtrack Ultimate Sorter Edition
Metal Gear Solid 2: Substance Limited Soundtrack Ultimate Sorter Edition è il secondo dei due album inclusi nell'edizione speciale del videogioco stealth Metal Gear Solid 2: Substance uscito il 19 dicembre 2002.

#### Tracce
Se non diversamente indicato, i brani sono stati composti, arrangiati e mixati da Norihiko Hibino.
1. Metal Gear Solid main theme (document remix) – 2:14 (musica: TAPPY)
2. Snake in VR mission - Weapon – 1:57
3. Snake in VR mission - Sneaking – 2:13
4. Raiden in VR mission - Weapon – 2:29
5. Raiden in VR mission - Sneaking – 2:37
6. VR variety mission – 1:59
7. Vs. Genola – 2:02
8. Tuxedo Snake – 1:57
9. Mission in the dark - Sneaking – 1:44
10. Mission in the dark - Action – 3:10
11. Alternate mission - Photo shoot – 2:14
12. MGS1 Snake in VR mission - Weapon – 1:55
13. MGS1 Snake in VR mission - Sneaking – 2:49
14. Metal Gear Solid main theme (skateboarding remix) – 3:20 – Arrangiato da Kanji Onari